# Bilancia commerciale della Francia
L'economia della Francia è sempre più aperta: in proporzione al suo PIL, le importazioni e le esportazioni di beni e servizi stanno diventando sempre più importanti. Nel 2010, oltre il 25% del PIL è stato esportato. Tuttavia, dal 2003, la Francia esporta meno beni e servizi di quanti ne importa: la bilancia commerciale è quindi in deficit in modo continuo dal 2003.

## Storia
| Anno | Valore in miliardi di euro |
| ---- | -------------------------- |
| 2000 | −5,4                       |
| 2001 | −1,5                       |
| 2002 | 3,5                        |
| 2003 | −0,2                       |
| 2004 | −5,7                       |
| 2005 | −24,2                      |
| 2006 | −29,9                      |
| 2007 | −42,5                      |
| 2008 | −56,2                      |
| 2009 | −45,4                      |
| 2010 | −52,4                      |
| 2011 | −75,0                      |
| 2012 | −67,9                      |
| 2013 | −62,0                      |
| 2014 | −56,3                      |
| 2015 | −42,7                      |
| 2016 | −44,5                      |
| 2017 | −58,2                      |
| 2018 | −62,8                      |
| 2019 | −57,9                      |
| 2020 | −64,4                      |
| 2021 | −85,6                      |
| 2022 | −163,2                     |
| 2023 | −99,6                      |
| 2024 | −81,0                      |

Tra il 1960 e il 2023 la bilancia commerciale della Francia è stata in media in attivo per un valore di appena lo 0,01% del prodotto interno lordo, con un minimo del -3,88% nel 2022 e un miglior risultato del 3,01% nel 1997. 
Il saldo della bilancia commerciale francese è in negativo sin dal 2003.
Una bilancia commerciale deficitaria pesa sulla crescita del prodotto interno lordo: ad esempio, il saldo esterno della Francia ha ridotto la crescita di -0,3 punti nel 2006, di 0,8 punti nel 2007 e di 0,3 punti nel 2008.
Nel 2008, la Francia era il quinto più grande esportatore di merci (soprattutto beni capitali), il quarto per servizi e il terzo per i prodotti agricoli e alimentari (primo produttore europeo ed esportatore di prodotti agricoli).
Per il 2007 il disavanzo cumulato nella bilancia commerciale di beni e servizi ammontava a quasi 38 miliardi di euro. L'allargamento del deficit è dovuto all'aumento del prezzo del petrolio negli anni 2000, all'alto livello del tasso di cambio effettivo dell'euro e alla mancanza di competitività e adattabilità delle imprese francesi.
Le esportazioni francesi continuano a salire, a causa del forte aumento del consumo mondiale, ma più lentamente dell'aumento delle importazioni.
Non solo dal 2003 la Francia esporta meno beni e servizi di quanti ne importi, ma dal 2015 che il deficit commerciale (la differenza tra importazioni ed esportazioni) non fa altro che aumentare: era di 41 miliardi di euro nel 2015, di 45 nel 2016 e si prepara a sfiorare i 63 miliardi nel 2017, poco meno del record negativo di 69,4 miliardi del 2011, in piena crisi globale, secondo le stime degli economisti di Bercy.
Nel quinquennio 2011-2016 le esportazioni della Francia sono calate ad un tasso medio del -3,2%, annuo dai $574 miliardi del 2011 ai $498 miliardi del 2016. Secondo le Dogane francesi, il deficit commerciale ha raggiunto nel 2017 la quota di 62,3 miliardi di euro (era stato di 48,3 nel 2016): il disavanzo è, pertanto, aumentato del 28,9% rispetto all'anno precedente - era dal 2011 che non si registrava un deterioramento analogo.
Nel 2021 la bilancia commerciale ha registrato un deficit pari a 84,7 miliardi di euro (ovvero il 3,4% del Pil); si tratta del deficit commerciale peggiore di sempre per la Francia, superiore al precedente record negativo di -75 miliardi del 2011. Rispetto al 2020, quando aveva raggiunto i 64,2 miliardi di euro, il deficit commerciale si è ampliato di oltre il 30% (circa venti miliardi in più di disavanzo). Anche nei settori in cui un tempo i francesi erano all'avanguardia, come l’agricoltura, le prestazioni risultano in calo.
L'entità del deficit commerciale francese sulle merci è salito a un nuovo massimo storico di quasi 164 miliardi di euro nel 2022, solo parzialmente "migliorato" nel 2023 a 99,6 miliardi di euro, che resta comunque superiore a tutti gli altri deficit registrati ininterrottamente dal 2002 (è anzi il secondo più alto della storia dopo quello del 2022). All'origine del miglioramento del saldo in un anno: “Il calo del prezzo del petrolio e il ritorno alla normalità delle esportazioni di energia elettrica e delle importazioni di beni intermedi”; la combinazione di questi due fattori ha permesso di offrire una tregua alle statistiche francesi nel 2023, secondo Stéphane Colliac, economista di BNP Paribas.
- Principali partner commerciali della Francia nel 2015 (in miliardi di euro) [15] :

| Paese                  | 2015 |
| Germania               | 71,0 |
| Belgio                 | 31,2 |
| Italia                 | 31,0 |
| Spagna                 | 30,4 |
| Regno Unito            | 30,4 |
| Stati Uniti            | 27,4 |
| Paesi Bassi            | 17,5 |
| Cina (senza Hong Kong) | 16,2 |
| Svizzera               | 12,9 |
| Polonia                | 7.1  |
| Giappone               | 6,8  |
| Russia                 | 6,8  |
| Algeria                | 6,2  |
| Turchia                | 6,0  |
| Singapore              | 5,0  |
| Svezia                 | 5,0  |
| Corea del Sud          | 5,0  |
| Hong Kong              | 4,4  |
| Brasile                | 4,3  |
| Portogallo             | 4,1  |